# Уньяй, Арда
Арда Уньяй (тур. Arda Ünyay; родился 18 января 2007) — турецкий футболист, центральный защитник клуба «Анкарагюджю».

## Клубная карьера
Уроженец Анкары, Уньяй является воспитанником футбольной академии клуба «Анкарагюджю». В августе 2022 года подписал свой первый профессиональный контракт с клубом. 7 июня 2023 года дебютировал в основном составе «Анкарагюджю» в матче турецкой Суперлиги против клуба «Адана Демирспор», выйдя на замену Урошу Радаковичу.

## Карьера в сборной
В 2022 году дебютировал в составе сборных Турции до 15 и до 16 лет.